# You Am I
You Am I é uma banda australiana de rock alternativo, formada no ano de 1989 na cidade de Sydney. Influenciada por grupos de rock clássico como The Who, The Clash e The Jam, o You Am I consolidou-se como "uma das bandas australianas mais bem-sucedidas e internacionalmente admiradas dos anos 90", servindo de inspiração para conjuntos como Silverchair e Jet.